# Deutsche Institution für Schiedsgerichtsbarkeit
Die Deutsche Institution für Schiedsgerichtsbarkeit e. V. (DIS) ist ein eingetragener Verein zur Förderung der deutschen und internationalen Schiedsgerichtsbarkeit. Sie unterstützt Parteien gegen Gebühr bei der Durchführung von Schiedsverfahren, stellt dafür Regeln bereit, benennt auf Wunsch Schiedsrichter und fördert Wissenschaft und Lehre des Schiedsrechts. Sie ist Herausgeberin der im Verlag C.H. Beck erscheinenden Zeitschrift für Schiedsverfahren (SchiedsVZ) sowie der DIS-Schriftenreihe und betreibt eine Datenbank mit Rechtsprechung deutscher Gerichte zum Schiedsverfahrensrecht. Zudem ist das 2008 eingerichtete Deutsche Sportschiedsgericht ein Teil der DIS.

## Geschichte
Die DIS entstand am 1. Januar 1992 durch den Zusammenschluss des Deutschen Ausschusses für Schiedsgerichtswesen e. V. (DAS) (gegründet 1920) mit dem Deutschen Institut für Schiedsgerichtswesen (DIS) (gegründet 1974). Sie ist ein eingetragener Verein mit Sitz in Berlin. Die Hauptgeschäftsstelle befindet sich in der Villa Marienforst in Bonn, weitere Geschäftsstellen in Berlin und München. Im Jahr 2014 wurden 132 Verfahren neu eingeleitet, in denen die DIS als Schiedsinstitution benannt ist. Aufgrund einer gemeinsamen Initiative der NADA und der DIS wurde 2008 das Deutsche Sportschiedsgericht gegründet. Es wurde bis 2004 vorwiegend in Streitigkeiten über Dopingvorwürfe tätig und entschied im September 2024 über die Vergabe der Fußballrechte im Fernsehen.

## Organisation
Der Verein hat aktuell einen 13-köpfigen Vorstand, plus einen Ehrenvorsitzenden. Aktuell (Stand: Januar 2023) hat Stefan Kröll den Vorsitz.

## Regeln
Die DIS stellt Verfahrensordnungen für unterschiedliche alternative Streitbeilegungsmethoden zur Verfügung. Die aktuelle 2018 DIS-Schiedsgerichtsordnung enthält auch ergänzende Regeln für beschleunigte Verfahren und gesellschaftsrechtliche Streitigkeiten sowie eine Konfliktmanagementordnung. Außerdem stellt die DIS eine Mediationsordnung, eine Schlichtungsordnung, eine Schiedsgutachtensordnung, eine Gutachtensordnung und eine Verfahrensordnung für Adjudikation zur Verfügung.